# Tseljachany
Tseljachany (vitryska: Целяханы) är en köping i Vitryssland.   Den ligger i voblasten Brests voblast, i den västra delen av landet, 190 km sydväst om huvudstaden Horad Mіnsk. Tseljachany ligger 152 meter över havet och antalet invånare är 3 959.

## Natur och klimat
Terrängen runt Tseljachany är mycket platt. Runt Tseljachany är det ganska glesbefolkat, med 47 invånare per kvadratkilometer.. Det finns inga andra samhällen i närheten. 
Omgivningarna runt Tseljachany är en mosaik av jordbruksmark och naturlig växtlighet.  Trakten ingår i den hemiboreala klimatzonen. Årsmedeltemperaturen i trakten är 5 °C. Den varmaste månaden är juli, då medeltemperaturen är 18 °C, och den kallaste är december, med −10 °C.